# 里斯本 (佛羅里達州)
里斯本（英語：Lisbon）是位於美國佛羅里達州萊克縣的一個人口普查指定地區。

## 地理
里斯本的座標為28°53′07″N 81°47′14″W / 28.88528°N 81.78722°W，而該地最高點為海拔高度21米（即69英尺）。

## 人口
根據2010年美國人口普查的數據，里斯本的面積為5.20平方千米，當中陸地面積為4.90平方千米，而水域面積為0.30平方千米。當地共有人口273人，而人口密度為每平方千米52人。